# Compétence liée en droit public français
En droit français, une compétence liée est, en droit administratif, un pouvoir que son détenteur est obligé d'utiliser, qu'il le veuille ou non. Cette notion s'oppose à celle de pouvoir discrétionnaire. La compétence est « liée » parce qu'elle est organisée par d'autres textes (principe de légalité) qui déterminent les conditions, toutes les conditions sans en laisser au détenteur de la compétence.
Les textes qui organisent la compétence utilisent alors le présent de l'indicatif en voie active. Par exemple :
"Le Président de la République promulgue les lois" (Article 10 de la Constitution de la Cinquième République française)
"Il nomme aux emplois civils et militaires de l'État." (Article 13 de la Constitution de la Cinquième République française)
Ce qui signifie en théorie que le Président n'a pas le choix, et que dans le cas de l'article 10 il n'a pas de droit de veto. En fait il peut refuser de promulguer une loi car aucune sanction n'est prévue. Bien qu'en théorie la loi non promulguée soit applicable quand-même (voir dernier paragraphe ci-dessous), elle serait difficilement applicable en étant désavouée par le Président élu au suffrage universel direct. Le cas ne s'est pas produit jusqu'à présent sous la Ve République.
Les compétences liées existent à tous les échelons administratifs, du président jusqu'à la délivrance du moindre permis en sous-préfecture ou en mairie.
Les compétences liées servent à organiser qui doit faire un acte, étant entendu qu'il doit être fait (parce que prévu par un texte, une décision de justice, etc.), et que plusieurs organes d'exécution sont envisageables (au risque qu'ils se renvoient la balle et qu'aucun d'entre eux ne le fasse, ou inversement qu'ils tentent indépendamment de l'exécuter au risque de diverses sortes d'interférences).
Dans l'exemple précité, on pourrait envisager plusieurs instances : le président, un représentant du gouvernement (le premier ministre, le ministre de l'intérieur, le ministre dont le texte voté est de la compétence, ...), un représentant du parlement (le président de la dernière assemblée ayant voté le texte, ...), le conseil constitutionnel, un organe ad hoc, etc.
La compétence liée est l'équivalent administratif d'un simple tuyau sans robinet. Le robinet est placé ailleurs.
Si, pour une raison quelconque, le détenteur de la compétence ne l'a pas exercée, la jurisprudence administrative française considère que tout se passe comme s'il l'avait fait quand même. Dans un tel cas le détenteur de la compétence s'expose néanmoins à des poursuites ou des sanctions administratives.